# Etnalis
Etnalis, rod kukaca kornjaša (Coleoptera) iz porodice Anthribidae. Etnalis spinicollis, novozelndski je endem.

## Vrste
1. Etnalis conulus Broun, 1880
2. Etnalis cornutus Bovie, 1905
3. Etnalis obtusus (Sharp, 1886)
4. Etnalis proximus Broun, 1880
5. Etnalis spinicollis Sharp, 1873